# Astaena incachaca
Astaena incachaca är en skalbaggsart som beskrevs av Saylor 1946. Astaena incachaca ingår i släktet Astaena och familjen Melolonthidae. Inga underarter finns listade.